# François Thureau-Dangin
Pour les articles homonymes, voir Thureau-Dangin.
Jean Geneviève François Thureau-Dangin (né le 3 janvier 1872 à Paris où il est mort le 24 janvier 1944) est un conservateur de musée au département des Antiquités orientales du musée du Louvre, un archéologue et surtout un remarquable assyriologue et épigraphiste français qui joua un rôle majeur dans l’étude et le déchiffrement du sumérien et de l’akkadien et fut l'un des fondateurs de l'assyriologie en Europe.

## Biographie

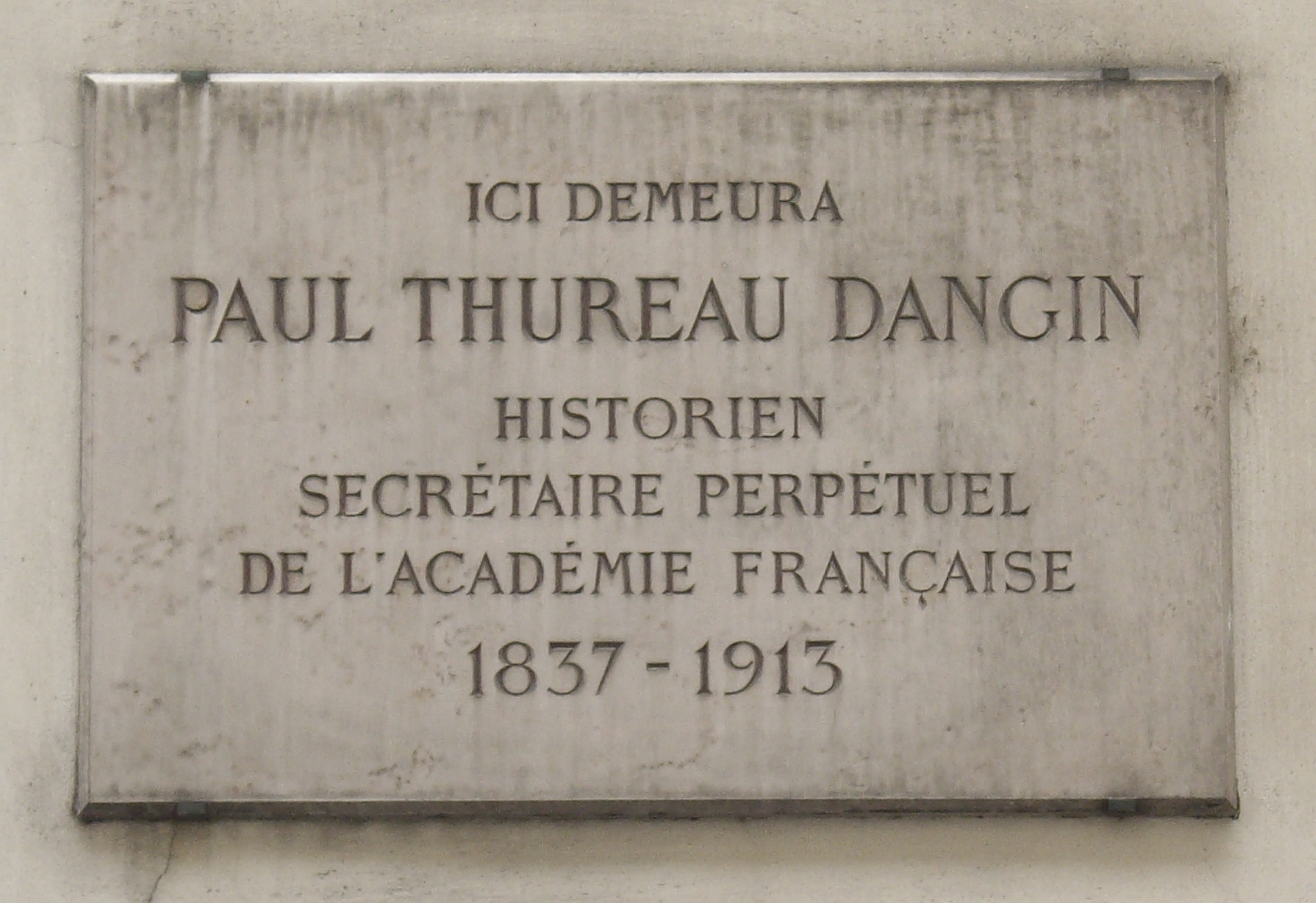
Plaque 11 rue Garancière (6e arrondissement de Paris), où il habita.

Il est le fils de Paul Thureau-Dangin (1837-1913), secrétaire perpétuel de l'Académie française, et le frère de l'agronome et homme politique Jean Thureau-Dangin (1876-1942). Après avoir suivi des cours d’assyriologie, il devient en 1895 attaché au musée du Louvre, d’abord à titre bénévole, puis rémunéré à partir de 1902. Il travaille sur les inscriptions sumériennes (première forme connue d'écriture cunéiforme) découvertes par Ernest de Sarzec à Tello (ancienne Girsu) à la fin du XIXe siècle. En 1905, il fait paraître Inscriptions de Sumer et d'Akkad ; cet ouvrage, contenant une transcription et une traduction des inscriptions royales mésopotamiennes, de l’époque archaïque de Sumer jusqu'au IIe millénaire av. J.-C., met fin aux polémiques sur l’origine du cunéiforme et marque une étape décisive dans le déchiffrement du sumérien. Il sera suivi en 1926 d’un Syllabaire accadien (sic) et, en 1929, des Homomorphes sumériens.
En 1908, il devient conservateur adjoint du département des Antiquités orientales du musée du Louvre. En 1910, il crée la série des Textes cunéiformes du Louvre (TCL) et devient le codirecteur de la Revue d'assyriologie et d'archéologie orientale. C'est à cette époque qu'il correspond avec le jeune assyriologue Vladimir Chileïko. En 1917, il est élu membre de l’Académie des inscriptions et belles-lettres. En 1925, il prend la direction du département des Antiquités orientales, mais doit démissionner trois ans plus tard devant le progrès d’une surdité qui l’a frappé pendant la Première Guerre mondiale. Il se tourne alors vers le terrain et après un voyage en Syrie, prend la direction des fouilles d’Arslan Tash et Tell Ahmar (ancienne Til Barsip) entre 1928 et 1931, deux sites assyriens. Par la suite, il s'intéresse aux mathématiques mésopotamiennes.
Il est membre de la Société asiatique.
En 1944, il est incarcéré pendant quelques jours à Fresnes, avec d’autres membres de l’Institut. Relâché, il  poursuit la préparation d'une nouvelle édition de son Syllabaire assyrien. Il trouve la mort brusquement le 24 février.

## Le groupe François Thureau-Dangin
En 1950, au cours de la première « Journée assyriologique » au Collège de France, les participants décident, à l'initiative de René Labat, de prendre le nom de « groupe François Thureau-Dangin ». Ce groupe international rassemblera des orientalistes tels que Paul Garelli et publiera les actes de ses colloques. Il est à l'origine de ce que l'on appelle aujourd'hui la Rencontre assyriologique internationale (RAI) dont la première s'est tenu au musée du Louvre à Paris.

## Œuvres
- François Thureau-Dangin, Textes mathématiques babyloniens, Leyde, Société Orientale, 1938, 320 p. (ISBN 2-0200-9138-0)

### Sources et bibliographie
- Henri Maspéro, « Éloge funèbre de M. François Thureau-Dangin, membre de l'Académie » dans Comptes-rendus des séances de l'année. Académie des inscriptions et belles-lettres, 88e année, no 1, 1944, p. 55-63 [lire en ligne]
- René Dussaud, «  Notice sur la vie et les travaux de M. François Thureau-Dangin, membre de l'Académie » dans Comptes-rendus des séances de l'année. Académie des inscriptions et belles-lettres, 88e année, no 4, 1944, p. 472-489 [lire en ligne]
- « Le déchiffrement du sumérien », présentation effectuée du mercredi 5 octobre 2005 au lundi 30 janvier 2006 au département des Antiquités orientales du musée du Louvre.